# Bethel (Delaware)
Bethel je gradić u američkoj saveznoj državi Delaware. Prema popisu stanovništva iz 2010. u njemu je živjelo 171 stanovnika.